# Primari (astronomia)

Desplaçament del baricentre del sistema solar en relació al Sol

En astronomia, un primari (també anomenat cos primari, gravitacional primari o cos central) és el cos principal –és a dir, el més massiu– d'un sistema lligat per la gravetat. Els objectes que orbiten directament al voltant d'un primari s'anomenen secundaris o cossos secundaris, els que orbiten al voltant d'aquests són terciaris, etc. Es parla també de terciari quan un objecte orbita al voltant d'una parella d'objectes que forma un sistema binari; el més important d'aquests dos darrers és el primari i l'altre de la parella és el secundari.
Per exemple, en el sistema solar el Sol és el primari per tots els objectes que l'orbiten. De la mateixa manera, el primari de tots els satèl·lits (siguin naturals, com la Lluna, o artificials) és el planeta al voltant del qual orbiten.